# NGC 7023
| NGC 7023                 |                                                       |
|                          |                                                       |
| Dados do catálogo:       |                                                       |
| Classificação do objeto: | aglomerado com nebulosidade                           |
| Brilho superficial       | ----                                                  |
| Massa (Sol=1)            | ----                                                  |
| Outras denominações:     | Cr 429, Lund 974, OCL 235, LBN 487, H IV-74, GC 4634. |

NGC 7023 é um aglomerado estelar dentro de uma nebulosa de emissão de mesmo nome, na direção da constelação de Cepheus. Tem uma ascensão reta de 21 horas, 01 minuto e 35.5 segundos, e uma declinação de +68° 10' 11", com magnitude aparente de 7.1.

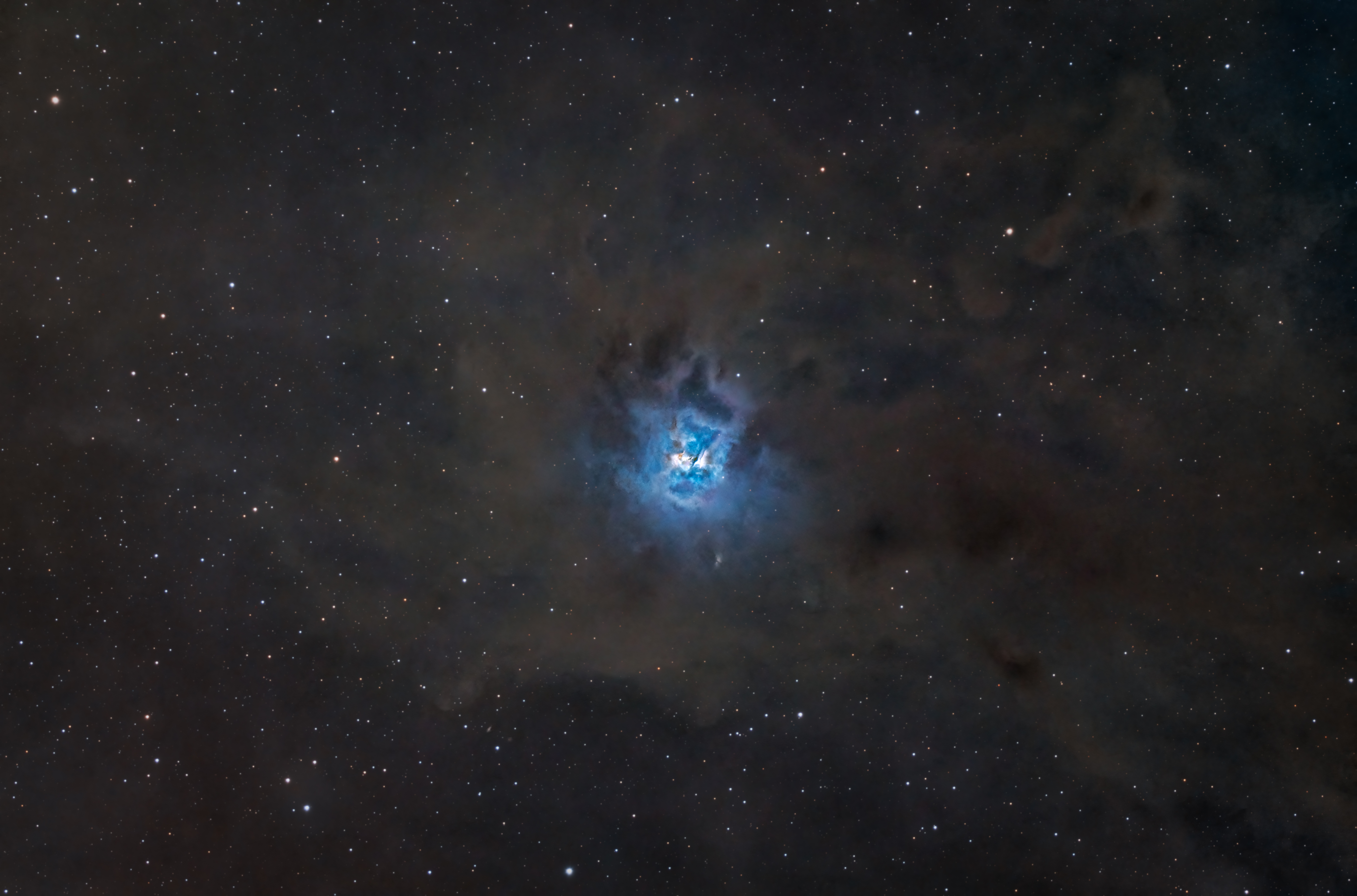
Aglomerado estelar NGC 7023, nebulosa de reflexão irregular, cercada por poeira cósmica. Imagem por astrônomo amador.